# Леруа, Ксавье
Ксавье Леруа (фр. Xavier Leroy; род. 15 марта 1968 года) — французский информатик и программист. Известен как основной разработчик системы OCaml.
Старший научный сотрудник (фр. directeur de recherche) французского государственного научно-исследовательского учреждения INRIA. Леруа был принят в Эколь Нормаль в Париже в 1987 году, где он изучал математику и информатику. С 1989 по 1992 год он защитил кандидатскую диссертацию в области компьютерных наук под руководством Жерара Юэ.
Является международно признанным экспертом по языкам и компиляторам функционального программирования. В последнее время приобрёл интерес к формальным методам, формальным проверкам и сертифицированной компиляции. Он является руководителем проекта CompCert, который разрабатывает оптимизирующий компилятор для С, формально верифицированный в Coq.
Леруа был также оригинальным автором LinuxThreads, наиболее широко используемого пакета, реализующего потоки пакета в ОС Linux с версиями ядра Linux 2.0, 2.2, 2.4. Вместе с ядром Linux 2.6 в качестве замены LinuxThreads была введена библиотека NPTL, с гораздо более широкой поддержкой со стороны ядра.
В 2015 году был объявлен действительным членом Ассоциации вычислительной техники «за вклад в безопасные, высокоэффективные функциональные языки программирования и компиляторы, и верификацию компилятора». В 2016 году был удостоен премии Милнера британским Лондонским королевским обществом и премии ван Вейнгаардена нидерландским Центром математики и информатики.